# Rhynchorhamphus arabicus
Rhynchorhamphus arabicus är en fiskart som beskrevs av Nikolai V. Parin och Shcherbachev 1972. Rhynchorhamphus arabicus ingår i släktet Rhynchorhamphus och familjen Hemiramphidae. Inga underarter finns listade i Catalogue of Life.